# Gedeutereerd dimethylformamide
Gedeutereerd dimethylformamide of gedeutereerd DMF (ook aangeduid als dimethylformamide-d7 of DMF-d7) is een gedeutereerd oplosmiddel met als brutoformule C3D7NO. Het is een isotopoloog van dimethylformamide en wordt in beperkte mate gebruikt als oplosmiddel in de NMR-spectroscopie. De stof komt bij kamertemperatuur voor als een kleurloze vloeistof.